# 聚凝胺
聚凝胺（英語：Polybrene，或稱為：hexadimethrine bromide）是一種陽離子聚合物，常用於哺乳動物細胞的DNA感染實驗以增強脂質體的感染效率。
目前廣泛用於反轉錄病毒介導的基因感染，慢病毒介導的基因感染，作用機理可能是通過中和細胞表面唾液酸與病毒顆粒之間的靜電排斥從而促進吸附作用。其也是一種有名的抗肝素劑（肝素拮抗劑），常用來生產非特異性凝集的紅細胞。另外也多用於蛋白測序，因為小劑量的聚凝胺在自動測序分析可明顯改善多胜肽的降解現象。

## 外部連結
- 基因轉染技術[永久]